# Bent Bertramsen
Bent Juhl Bertramsen (født 21. februar 1941 i Kastrup, død 23. februar 1997 i Sharm el-Sheikh, Egypten) var en dansk journalist.
Bertramsen er født i Kastrup, men voksede op i Tønder. Han fik sin journalistuddannelse fra dagbladet Vestkysten i Esbjerg og blev som 22-årig ansat i Danmarks Radio. I 1965 opnåede han at blive den yngste nyhedsoplæser på TV-Avisen, et job han bestred frem til begyndelsen af 1975. Herefter blev han medvært på udsendelsen "Næste uges TV", som dengang blev produceret af TV-A. Fra 1976 af TV-Udsendelsesafdelingen, hvorunder Bertramsen også blev udsendelsesleder. I 1970 modtog han som nyhedsoplæser Se og Hørs Seerpris.
I 1989 fratrådte han sin stilling i Danmarks Radio til fordel for freelance journalist-opgaver, bl.a. på den københavnske Kanalen. Han vendte dog i 1992 tilbage til DR i et mere tilbagetrukket job, da han fik ansættelse på kanalens udenrigstjeneste og var ved sin død tilknyttet kortbølgeradioen.
Bertramsen var folketingskandidat for Det Konservative Folkeparti, men blev ikke valgt.
Han var medlem af Rundskuedagens bestyrelse. I 1971 grundlagde han sammen med den ungarske filmfotograf Gergely Szabo "Gullash-Selskabet". Selskabet har ca. 50 medlemmer, hvor formålet er at tage til Budapest én gang om året og spise gullash med dertil hørende drikkevarer. 
Han blev i 1988 formand for Dansk-Ungarsk Forening.
Bent Bertramsen var en aktiv dykker i sin fritid og var i 1969 medstifter af frømandsklubben Helgoland. Han døde i Egypten, hvor han dykkede i Det Røde Hav.
Bertramsen er begravet på Tønder Kirkegård.